# Webpack
Webpack – darmowy i otwarty transpilator JavaScript, którego głównym celem jest tworzenie pakietów, które uwzględnią zależności między modułami i klasami oraz poprawiają wydajność.
Co prawda Webpack służy głównie do budowania pakietu JS, ale może przetwarzać również inne zasoby takie jak HTML, CSS i obrazki. Wymagane są do tego dodatkowe narzędzia tzw. loadery.

## Sposób działania
Webpack pobiera zależności z poszczególnych plików i generuje dla nich graf zależności. Umożliwia to twórcom stron internetowych zastosowanie podejścia modułowego do celów tworzenia aplikacji internetowych, a jednocześnie utworzenie jednego, zwartego pliku wynikowego.
Webpack można używać, podając opcje z wiersza poleceń lub korzystając z pliku konfiguracyjnego o nazwie webpack.config.js. W konfiguracji definiuje się reguły, wtyczki itp. dla danego projektu.
Z pomocą Browserify umożliwia używanie nowej składni importowania modułów, która została ustandaryzowana w ramach ECMAScript.

## Webpack Dev Server
Webpack zapewnia także serwer programistyczny o nazwie Webpack Dev Server, który może być używany jako serwer HTTP do udostępniania plików podczas programowania. Zapewnia również możliwość wymiany modułu w locie.